# Partido Nacional Democrático Búlgaro
El Partido Nacional Democrático Búlgaro (en búlgaro: Българска национална демократическа партия) fue una colectividad política búlgara que nació en 1991 con el retorno al régimen democrático multipartidista. Participó de las elecciones presidenciales de 1992 con su líder Dimitar Popov, donde lograron un sexto puesto.
Tras las elecciones de 2001 perdieron existencia legal y debieron buscar alianzas con otras colectividades. Es así como en 2013 reaparece el partido tras una división interna de la Unión Nacional Ataque, un partido nacionalista y democrático, bajo el liderazgo de Dimitar Stoyanov.

## Ideología
Su propuesta programática se basa en el desarrollo de planes para promover la participación de la sociedad civil en la toma de decisiones políticas. Buscan una reforma a la Constitución que le permita a la sociedad introducir cambios a los procesos legislativos. 

## Resultados electorales

### Parlamentarias
| Año elección (total diputados) | Número de diputados | Votos diputados | Porcentaje votos |
| 1991 (240)                     | 0                   | 15.399          | 0,30%            |
| 1994 (240)                     | 0                   | 27.853          | 0,54%            |
| 1997 (240)                     | 0                   | 6.875           | 0,20%            |
| 2001 (240)                     | 0                   | 10.822          | 0,24%            |
| 2013 (240)                     | 0                   | 3.445           | 0,10%            |

### Presidenciales
| Año elección | Candidato     | Votos  | Porcentaje votos |
| 1992         | Dimitar Popov | 32.606 | 0,64%            |

Fuente: Political Parties in Post-Communist Societies